# Phoebe Mills
Phoebe Mills (Northfield (Illinois), Estados Unidos, 2 de noviembre de 1972) es una gimnasta artística estadounidense, especialista en la prueba de la barra de equilibrio, con la que ha conseguido ser medallista de bronce olímpica en 1988.

## 1988
En los JJ. OO. celebrados en Seúl (Corea del Norte) consigue el bronce en la viga o barra de equilibrio, quedando situada en el podio tras la rumana Daniela Silivaş (oro), la soviética Elena Shushunova (plata) y empatada con otra rumana Gabriela Potorac.